# They Don't Care About Us
"They Don't Care About Us" é uma canção de protesto de Michael Jackson que foi lançada em 16 de junho de 1995, sendo o quarto single de trabalho do álbum HIStory: Past, Present and Future, Book I. A música foi uma das mais polêmicas de toda a carreira de Jackson. Acusado de fazer apologia ao antissemitismo pelos jornais, Michael alegou que não tinha a intenção de ferir ninguém e regravou a música, que é um hino contra as injustiças sociais. "They Don't Care About Us" é diferente de todo o estilo musical de Michael. A canção tem batidas de reggae e hip hop. Há ainda uma versão lançada no Brasil em parceria com o grupo baiano Olodum, que introduziu na canção elementos de samba-reggae.
Comercialmente, "They Don't Care About Us" tornou-se um sucesso entre os dez países europeus e número um na República Tcheca, Alemanha, Hungria e Itália. Nos EUA, a canção alcançou o número 30 na Billboard Hot 100.
"They Don't Care About Us" foi interpretada como parte de um medley com "Scream" e "In the Closet" durante a terceira e última série de concertos de Jackson, a HIStory World Tour, que durou de 1996 a 1997. A canção estava programada para ser apresentada na série de concertos de retorno de Jackson na O2 Arena, em Londres, de julho de 2009 a março de 2010, mas os shows foram cancelados devido à sua morte em 25 de junho de 2009. "They Don't Care About Us" foi remixado com partes de canções como "Privacy" (do álbum Invincible) e "Tabloid Junkie" (do HIStory), e lançado no álbum Immortal, em novembro de 2011.

## Polêmica

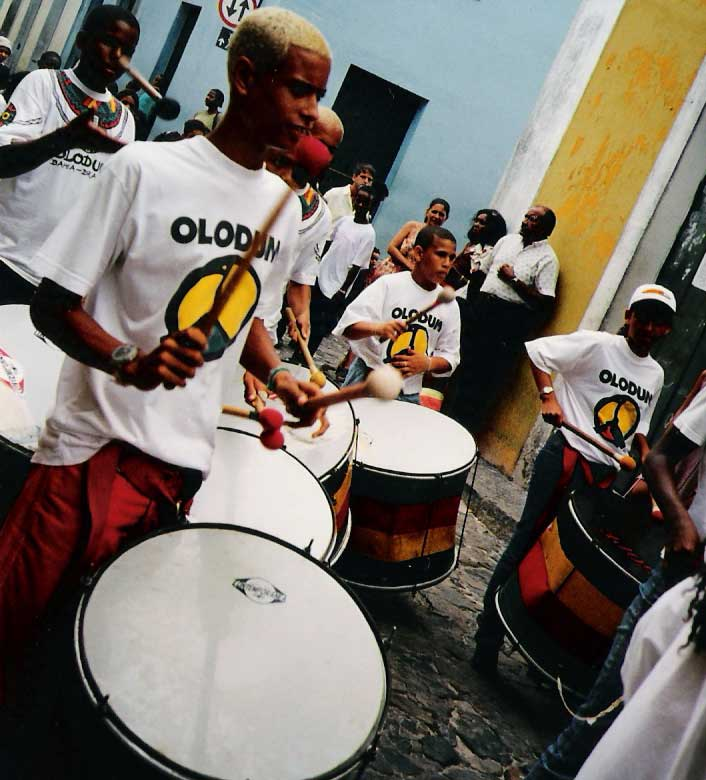
Grupo Olodum

A possibilidade de a letra de "They Don't Care About Us" pregar o antissemitismo foi levantada pela primeira vez pelo jornal estadunidense The New York Times em 15 de junho de 1995. O jornal chamava a atenção para o emprego das palavras jew e kike, que eram usados de forma pejorativa contra os judeus. Jackson respondeu diretamente à publicação, afirmando:
| “ | A ideia de que estas palavras possam soar de forma preconceituosa é extremamente dolorosa para mim. A canção, na verdade, é sobre a dor do preconceito e do ódio e é uma maneira de chamar a atenção para problemas sociais e políticos. Estou irritado, magoado e, por que não dizer, revoltado, com o fato de a canção ter sido interpretada de forma errônea. | ” |

Quando foi entrevistado no programa "Primetime", em 1995, o cantor se defendeu. Não é antissemita, porque eu não sou uma pessoa racista. Eu nunca poderia ser um racista, porque eu amo todas as raças. O cantor também lembrou que cresceu em uma comunidade judia e que alguns de seus colaboradores e amigos mais próximos eram judeus, como por exemplo Steven Spielberg. Um dia após as declarações de Jackson, integrantes da comunidade judaica foram defender o cantor, alegando que ele realmente tinha boas intenções quando escreveu a música. Mesmo assim, Jackson alegou que iria regravar a mesma e que a nova versão viria nas próximas tiragens do álbum. Teve então que recolher os álbuns das lojas e lançá-los novamente com a edição e um seguinte pedido de desculpas: "Eu só quero que todos vocês saibam que sou fortemente comprometido com a tolerância, a paz e o amor. E peço desculpas a qualquer um que tenha se ofendido." Todos os gastos foram pagos por Michael. Curiosamente, no mesmo ano em que a música foi lançada, Jackson casou com a enfermeira judia Debbie Rowe.

## A música

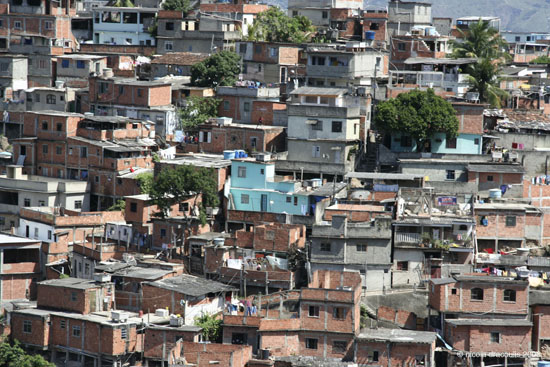
A imagem que retrata uma favela no Rio de Janeiro, contribui para a compreensão da música "They Don't Care About Us" ao fornecer um contexto visual do ambiente urbano e social que inspirou a música, transmitindo a atmosfera e o ambiente das favelas e ajudando os ouvintes a conectar os problemas sociais retratados na música com a realidade das comunidades marginalizadas ao redor do mundo.

A canção começa com um grupo de crianças cantando o refrão: "All I wanna say is that they don't really care about us (Tudo o que eu quero dizer é que eles realmente não se importam conosco)". Entre as linhas do refrão, uma criança entoa: "Don't worry what people say, we know the truth (Não se preocupe com o que as pessoas dizem, sabemos a verdade)", depois que outra criança diz: "Enough is enough of this garbage! (Chega desse lixo!)"
A versão brasileira da canção começa com uma mulher falando Michael, eles não não ligam pra gente! e, logo depois, várias outras cantam o refrão. A maior parte da música é em D(Ré) menor. Guitarra e piano são alguns dos instrumentos usados. A canção teve um ótimo desempenho na Europa: na Alemanha, chegou a ficar em primeiro lugar por três semanas. Já nos Estados Unidos, a canção sofreu com a polêmica causada pela letra e só teve um desempenho bom nos charts de R&B.

## Videoclipe
"They Don't Care About Us" foi acompanhado por dois videoclipes dirigidos por Spike Lee, tendo sido a primeira música de Jackson a conter dois videoclipes. O primeiro videoclipe da canção aparece no box set Visionary: The Video Singles, bem como nos álbuns de vídeo HIStory on Film, Volume II e Vision; este último inclui também ainda a segunda versão.
Ao ser perguntado por que Spike Lee foi escolhido para dirigir os vídeos, Jackson respondeu: ""They Don't Care About Us" tem uma vantagem, e Spike Lee se aproximou de mim. É uma canção de conscientização pública e é disso que ele se trata. É um tipo de música de protesto... e eu acho que ele era perfeito para isso".

### Versão no Brasil
O vídeo foi produzido por Spike Lee em Salvador, no Pelourinho e na Favela Santa Marta, no Rio de Janeiro. Produzir o videoclipe de "They Don't Care About Us" não foi uma tarefa fácil. As autoridades da época não queriam que o vídeo fosse gravado, pois temiam que denunciasse a pobreza dos locais e as falhas dos governos, prejudicando a imagem do país que estava concorrendo a sede das Olimpíadas de 2004. Além disso, autoridades do estado do Rio temiam que imagens de pobreza pudessem afetar o turismo. Ronaldo Cezar Coelho, então secretário estadual da Indústria, Comércio e Turismo, exigiu direitos de edição sobre o produto acabado, afirmando: "Não vejo por que devemos facilitar filmes que não contribuam em nada para todos os nossos esforços para reabilitar a imagem do Rio".
Já os moradores dos locais ficaram felizes em receber o cantor, e apoiaram o desejo de Jackson de destacar os problemas da região, argumentando que o governo estava envergonhado por suas próprias falhas.
Outra polêmica é que o diretor Spike Lee teve que negociar com os traficantes do Morro Dona Marta para garantir a segurança do astro. O governo criticou muito essa decisão e Spike Lee, em resposta, disse que a polícia não tinha poder suficiente para garantir a segurança de Jackson. 
Um juiz chegou a proibir todas as filmagens, mas esta decisão foi anulada por uma liminar.
No começo do vídeo, uma mulher diz "Michael, eles não ligam pra gente" em inglês "Michael, they don't care about us". Essa voz na entrada foi gravada por Angélica Vieira, produtora do Manhattan Connection.
Já em meio as gravações do video, uma mulher chamada Solange conseguiu passar pela segurança para abraçar Jackson, que continuou dançando enquanto a abraçava. Outra mulher apareceu e o abraçou por trás. Ele então caiu no chão quando a polícia tirou as duas mulheres dele e as acompanhou até longe. Depois que Spike Lee ajudou Jackson a sair das ruas, ele continuou a cantar e dançar. Este incidente, que não estava previsto no script, acabou entrando no videoclipe. 1.500 policiais e 50 moradores agindo como seguranças efetivamente isolam a favela Dona Marta.
O vídeo conta com a parceria do grupo baiano Olodum, que ajudou a música a ficar com uma cara mais brasileira, introduzindo o samba-reggae na canção. O interesse da mídia em torno do videoclipe expôs o Olodum a 140 países ao redor do mundo, trazendo fama mundial e maior credibilidade no Brasil.
Falando do videoclipe, no Novo Cinema Brasileiro, Lúcia Nagib observou:
Quando Michael Jackson decidiu gravar seu novo videoclipe em uma favela do Rio de Janeiro... ele usou o povo da favela como figurantes em um super-espetáculo visual... O tempo todo há um apelo vagamente político lá... O aspecto interessante da estratégia de Michael Jackson é a eficiência com que dá visibilidade à pobreza e aos problemas sociais em países como o Brasil sem recorrer ao discurso político tradicional. O aspecto problemático é que não implica uma intervenção real nessa pobreza.
Em 2009, a Billboard descreveu a área como "agora um modelo de desenvolvimento social" e alegou que a influência de Jackson foi parcialmente responsável por essa melhoria.
Em 26 de abril de 2023, o videoclipe, gravado por Michael Jackson no Brasil, superou 1 bilhão de visualizações no YouTube.

### Versão na prisão
Michael Jackson produziu uma segunda versão para o videoclipe. Tinha, como cenário, uma prisão estadunidense, e continha imagens de vídeo de múltiplas referências a abusos de direitos humanos. A versão carcerária do vídeo foi gravada em estúdios de Nova Iorque no final de fevereiro, após Michael ter visitado o Brasil. Esta versão é menos conhecida no mundo todo. A MTV estadunidense baniu a versão na sua grade normal devido à violência exposta no vídeo. A VH1 e a MTV só tinham permissão para transmitir o videoclipe após às nove horas da noite.

## This Is It
Sendo uma música criticada pela imprensa, foi a primeira a ser divulgada no mundo afora, imediatamente após a sua morte.[carece de fontes?] No dia 27 de junho de 2009, dois dias depois da morte de Michael, a AEG LIVE, produtora do show, divulgou um vídeo de quase um minuto e meio de um ensaio que Michael realizara no dia 23 do mesmo mês para This is It.

## Desempenho nas paradas musicais
| Parada musical (1996)                           | Posição |
| ----------------------------------------------- | ------- |
| Austrália - ARIA Charts                         | 16      |
| Áustria - Austrian Singles Chart                | 3       |
| Bélgica - Belgian (Flanders) Singles Chart      | 9       |
| Bélgica - Belgian (Wallonia) Singles Chart      | 3       |
| Países Baixos - Dutch Singles Chart             | 4       |
| Finlândia - Finnish Singles Chart               | 6       |
| França - French Singles Chart                   | 4       |
| Alemanha - German Singles Chart                 | 1       |
| Itália - Italian Singles Chart                  | 9       |
| Nova Zelândia - New Zealand RIANZ Singles Chart | 9       |
| Noruega - Norwegian Singles Chart               | 6       |
| Espanha - Spanish Singles Chart                 | 2       |
| Suécia - Swedish Singles Chart                  | 3       |
| Suíça - Swiss Singles Chart                     | 3       |
| Reino Unido - UK Singles Chart                  | 4       |
| Estados Unidos - Billboard Hot 100              | 30      |
| Estados Unidos - Billboard Hot R&B              | 10      |
| Parada musical (2009)                           | Posição |
| Dinamarca - Danish Singles Chart                | 9       |
| Alemanha - German Singles Chart                 | 12      |
| Nova Zelândia - New Zealand Singles Chart       | 20      |
| Noruega - Norwegian Singles Chart               | 10      |
| Suécia - Swedish Singles Chart                  | 7       |
| Suíça - Swiss Singles Chart                     | 4       |
| Reino Unido - UK Singles Chart                  | 32      |

## Créditos
- Michael Jackson – vocal, backing vocal, percussão, teclados, sintetizadores, produtor, programação de sintetizadores, arranjos vocais, arranjos rítméricos, arranjos de cordas
- Los Angeles Children's Choir – backing vocals
- Trevor Rabin – guitarra
- Slash – guitarra adicional
- Brad Buxer – percussão, teclados, sintetizadores, programação de sintetizadores
- Chuck Wild – teclados, sintetizadores, programação de sintetizadores
- Jeff Bova e Jason Miles – teclados, sintetizadores
- Bruce Swedien – engenheiro de gravação, mixagem
- Eddie De Lena – engenheiro assistente de gravação, mixagem
- Matt Forger e Rob Hoffman – engenheiros assistentes de gravação
- Annette Sander – arranjos do coral[11]
- Olodum – percussão (somente na versão brasileira)

## Covers e influência
- Na versão japonesa de Rethroned, o segundo álbum de Northern Kings, banda da Finlândia formada por quatro famosos músicos de heavy metal, há, como bonus track, uma versão de They Don't Care About Us.
- O grupo New Soul também regravou uma versão da música.
- O grupo Olodum usualmente toca a música em seus shows.
- Uma das vocalistas de apoio de Daniela Mercury cantou a música no carnaval de Salvador de 2010, enquanto Daniela e Margareth Menezes assumiram os backing vocals da canção.[12]
- Os detentos de uma prisão de Cebu (região central das Filipinas) fizeram homenagem a Jackson, morto um ano antes. Em 2007, presos do mesmo local ficaram famosos no Youtube ao fazerem uma coreografia coletiva para Thriller, vista mais de 37 000 000 de vezes. Os presos contaram com a ajuda do coreógrafo de Michael, Travis Payne e dos dançarinos Daniel Celebre e Dres Reid—eles aparecem à frente dos detentos no vídeo conduzindo a coreografia de They Don't Care About Us da turnê This Is It. O vídeo faz parte da divulgação do documentário sobre Michael homônimo à turnê, lançado em DVD e em Blu-ray Disc no mercado.[13]
- O clipe Beautiful, de Snoop Dogg e Pharrell Williams, é similar ao vídeo de They Don't Care About Us.
- Depois da visita de Jackson ao Morro Santa Marta, o local virou um dos pontos preferidos de famosos. Além de Jackson, Madonna, o ator Hugh Jackman e as cantoras Alicia Keys e Beyoncé visitaram o local, as duas últimas também para a gravação de um videoclipe.[14]
- Uma estátua de bronze de Michael Jackson foi erguida no Morro Dona Marta um ano após sua morte, no mesmo local onde o cantor havia gravado as cenas do videoclipe. A obra, produzida pelo artista plástico Estevan Biandani, retrata o cantor com o mesmo visual do clipe em 1996, olhando pela favela. A laje também ganhou um mosaico do cantor feito pelo famoso artista plástico brasileiro Romero Britto. O espaço, que antes já era chamado de Laje Michael Jackson, recebeu o nome do cantor oficialmente.[15][16][17][18]